# (31473) Guangning
1999 CD37 (asteroide 31473) é um asteroide da cintura principal. Possui uma excentricidade de 0.09166550 e uma inclinação de 5.14696º.
Este asteroide foi descoberto no dia 10 de fevereiro de 1999 por LINEAR em Socorro.